# Olympique de Marseille - AS Saint-Étienne en football

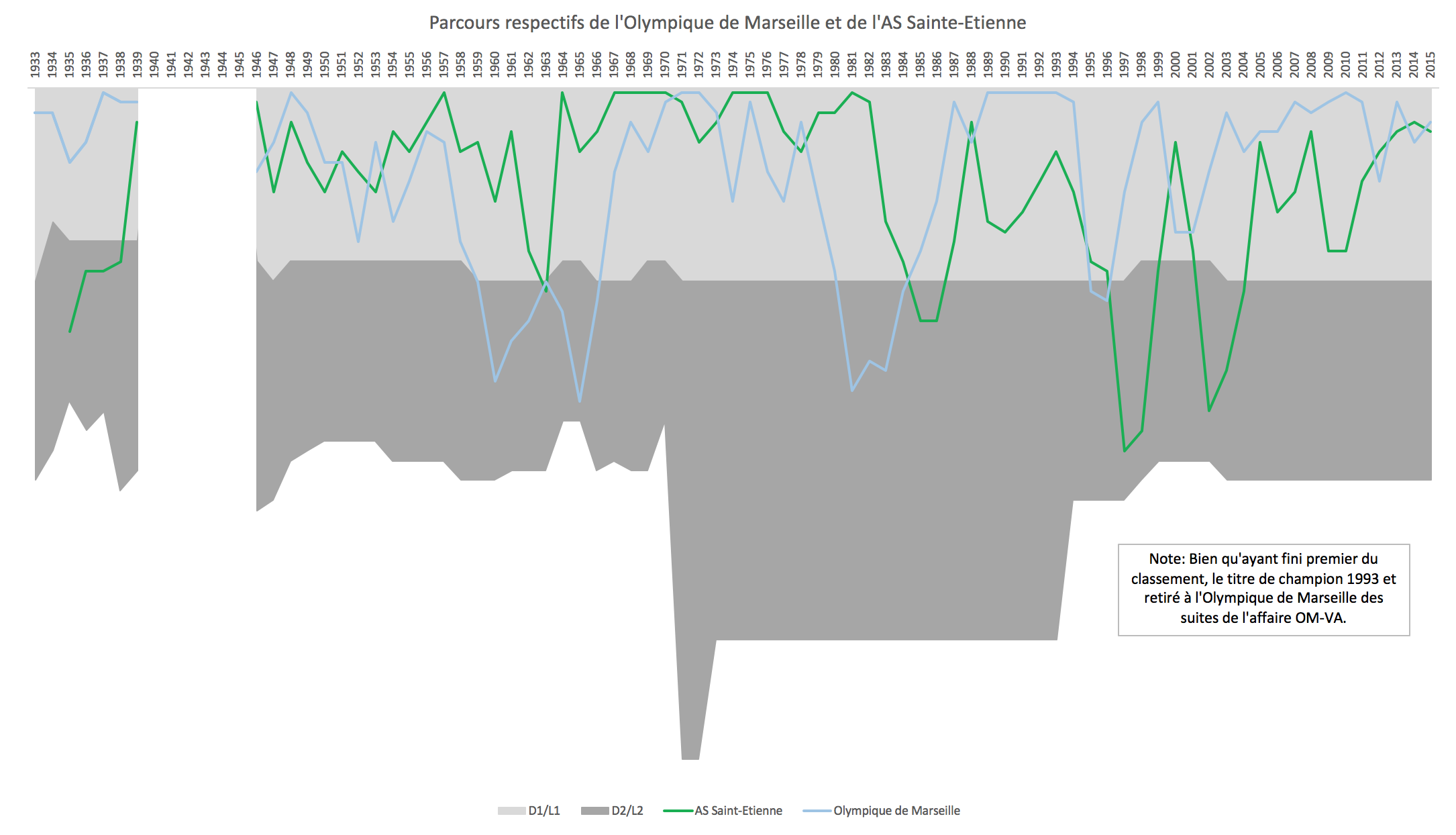
Classements comparés de l'ASSE et de l'OM depuis l'instauration du championnat de France professionnel de football en 1932/1933

Les matchs de football français OM-ASSE ou ASSE-OM, selon l'équipe qui reçoit, marque l'opposition entre les clubs de l'Olympique de Marseille et de l'AS Saint-Étienne. 
Les premières rencontres entre les deux clubs ont lieu dans les années 1930. Dans les années 1970 s'installe une rivalité médiatique et sportive qui dure une courte décennie. L'ASSE est l'équipe-phare de cette période et l'OM, sous l'impulsion de son président Marcel Leclerc, ambitionne également de jouer les premiers rôles. Les premières années voient le club marseillais rester dans l'ombre de Saint-Étienne puis la réussite sportive naissante de l'OM conditionne un duel entre les deux équipes fanions. Les matchs houleux, les « affaires » ou les personnalités charismatiques du président Marcel Leclerc et de son homologue Roger Rocher alimentent là aussi le caractère particulier de ces oppositions. 
Depuis cette période à haute intensité, l'enjeu sportif de ces duels devient secondaire. Les principales caractéristiques des matchs post-années 1970 sont régies de manière plus générale par une rivalité de notoriété et de prestige découlant des confrontations passées et de leurs empreintes. Cette rencontre est considérée comme l'un des classiques du football en France, de par son nombre de rencontres qui passe la barre des 100 matchs en 2011, l'engouement des supporters des deux clubs qui y attachent une importance particulière, où les palmarès sont mis en avant avec la confrontation entre le deuxième et le troisième club ayant le plus de titre en Ligue 1.

## Rivalités générales des deux clubs
Le club stéphanois possède avant tout une animosité avec l'Olympique lyonnais dans ce qu'on l'on surnomme le « derby rhône-alpin » ou plus simplement « le derby ». La rivalité est conditionnée par la proximité géographique de 50 kilomètres qui lie les villes de Lyon et Saint-Étienne et sur laquelle se sont additionnées des notions sociales et culturelles entre Lyon la bourgeoise et Saint-Étienne l'ouvrière; la symbolique du sport, et en l'occurrence du football, déterminant la supériorité de l'une sur l'autre et inversement. Entre 1964 et 1984, la confrontation FC Nantes - AS Saint-Étienne est considérée comme le point d'orgue du championnat de France. La rivalité est tout d'abord sportive, le but étant la suprématie sur le football national, mais également philosophique et culturelle entre deux villes opposées.
L'Olympique de Marseille est reconnu comme l'un des clubs qui se présente de manière récurrente dans les premières places,, il a plutôt tendance à lier ponctuellement des rivalités strictement sportives avec les autres clubs-phares du moment, mis à part la duel OM-PSG. Ainsi, depuis les années 1970 se dégagent notamment les confrontations contre l'AS Saint-Étienne dans un premier temps, les Girondins de Bordeaux au cours des années 1980, le Paris SG dans les années 1990 ou l'Olympique lyonnais à partir des environs de la seconde moitié des années 2000. Malgré le côté éphémère de l'intensité sportive, la singularité des ASSE-OM, FCGB-OM, PSG-OM ou OL-OM perdurent dans le temps.

## Rivalité particulière OM-ASSE

### Histoire

#### Des années 1930 aux années 1960: premières oppositions
De 1938, date des premiers matchs en championnat, à la fin des années 1960 les oppositions entre ces clubs ne sont régies par aucune rivalité particulière. Toutefois, c'est au cours de cette période que l'on retrouve les scores les plus déséquilibrés. Le club marseillais obtient sa plus large victoire sur un score de 7-0 lors de la 25e journée du championnat de France 1950-1951. Le 16 septembre 1951, Saint-Étienne remporte son plus large succès à l'occasion de la 5e journée du championnat de France 1951-1952 avec un résultat de 3-10. L'OM mène par 3-1 grâce à un triplé de Gunnar Andersson. Le gardien de but marseillais Armand Libérati a une épaule démise et joue sous infiltration puis lorsque l'effet disparait, le gardien n'est plus opérationnel et l'ASSE inscrit neuf buts,.
Hormis en 1945-1946, où l'ASSE lutte avec le Lille OSC tout au long de la saison pour l'attribution du titre, le club marseillais se retrouve constamment mieux classé que son adversaire de 1938-1939 à 1949-1950. De la saison suivante jusqu'à la descente de l'Olympique de Marseille en deuxième division au terme de la saison 1958-1959, les rôles s'inversent et les Stéphanois obtiennent un meilleur classement durant huit saisons sur ces neuf citées.

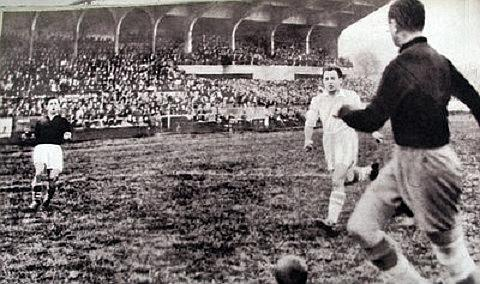
ASSE - OM (1-0), le 6 novembre 1938.

La première confrontation se déroule le 6 novembre 1938 au Stade Geoffroy-Guichard lors du championnat 1938-1939, la première saison du club stéphanois parmi l'élite. La rencontre se solde par une victoire 1-0 de l'AS Saint-Étienne qui bat l'« idole du football français ». Lors de la phase retour, le 2 avril 1939, l'Olympique de Marseille s'impose 3-1 à l'occasion de la première opposition au Stade Vélodrome. Dès les premières journées puis tout au long de la compétition, le championnat se dirige vers un « tournoi à cinq » pour l'attribution du titre où figurent Marseille et Saint-Étienne en compagnie du FC Sète, de l'Olympique lillois et du RC Paris,.
À partir de cette saison jusqu'au championnat 1958-1959, les confrontations se jouent chaque année sans discontinuité sauf en 1943-1944, championnat de guerre inclus (1940-1945). La saison 1939-1940 se tient alors que la France est officiellement en conflit avec l'Allemagne nazie dans ce que l'on appelle alors la Drôle de guerre. De ce fait, l'immense majorité des joueurs sont mobilisés et les clubs professionnels s'interrogent sur l'intérêt d'organiser un championnat. Fin octobre, la Fédération française estime que cela est possible. Initialement, peu de clubs des première et deuxième divisions répondent à l'appel (l'OM et l'ASSE font partie des 10 clubs de D1 à accepter) et à cela s'ajoutent de nombreuses défections ainsi un championnat à trois groupes voit le jour. Les deux clubs font partie de la poule Sud-Est, composée de 5 équipes et se disputant en 8 journées. Sur cette période 1939-1959, seule la saison 1943-1944 ne voit donc pas de confrontations du fait que le Colonel Pascot, commissaire aux sports du gouvernement de Vichy et supposant que le professionnalisme s'oppose à l'idéal sportif, décide de la suppression du professionnalisme et crée un championnat fédéral qui est composé exclusivement d'équipes régionales portant le nom de leur province. L'équipe fédérale Marseille-Provence "remplace" l'OM au premier échelon national et ce dernier évolue en championnat régional amateur. De même, l'ASSE est scindée en deux avec une partie des joueurs retrouvant l'amateurisme et une autre partie de l'effectif intègre l'équipe fédérale Lyon-Lyonnais.
Le club marseillais est sacré champion en 1947-1948 et le journal sportif France Football titre : « Marseille champion par la grâce de St-Étienne ». En outre, l'OM est leader au terme de l'avant-dernière journée à la suite d'une victoire 6-3 contre le FC Metz au stade Vélodrome, et le point du match nul obtenu lors du déplacement sur le terrain du FC Sochaux suffit à être sacré champion. Le Stade de Reims est second et une victoire à Saint-Étienne lors de la dernière journée couplée à une défaite marseillaise leur offre le titre. Le club marseillais, qui perd 2-1 à la mi-temps au stade Auguste-Bonal, parvient à égaliser à la 89e minute par l'intermédiaire de René Bihel. Bien que l'Olympique de Marseille obtienne son titre par ses propres moyens, le journal sportif souligne le fait que la défaite marseillaise qui se dessinait ne leur aurait pas été préjudiciable en l'associant à la performance stéphanoise qui gagne contre le Stade de Reims sur le score de 3-2. Ceci constitue une surprise pour les observateurs du football car la victoire rémoise était plus qu'attendue bien que l'ASSE soit classée 4e,.
Pour Alain Pécheral, l'opposition du 17 mars 1957 comptant pour la 27e journée du championnat est considérable comme « match de l'année » pour l'OM. L'AS Saint-Étienne se présente au stade Vélodrome en tant que leader et finalement futur champion de France 1956-1957, ce qui constitue sa véritable première saison d'envergure qui appellera à de nombreux titres suivants. L'affluence de la rencontre est très bonne avec un peu moins de 40 000 spectateurs présents, et le jeu offre un scénario marquant,. Après la rencontre, un journaliste écrit : « Un match empreint d'une pareille intensité, d'une telle couleur, vous laisse des sensations si fortes, des impressions si rudement colorées qu'on répugnerait presque à en faire la froide analyse technique, tant le côté spectacle se suffit à lui-même ».
L'Olympique de Marseille mène par 3-0 à la mi-temps grâce à un triplé de son attaquant suédois Gunnar Andersson et l'ASSE affichent un niveau de jeu plutôt décevant au point que les spectateurs marseillais s'interrogent sur la réputation de la triplette d'avants adverses Rachid Mekhloufi-Eugène N'Jo Léa-Kees Rijvers pourtant connue et reconnue tout au long de la saison. Puis au commencement de la seconde période, Rachid Mekloufi inscrit lui aussi un coup du chapeau en six minutes et remet les deux équipes à égalité 3 à 3. L'entame marseillaise est bien moins brillante que lors de la première partie de la rencontre et l'hypothèse d'une défaite se fait ressentir jusqu'à ce que l'attaquant suédois inscrive un 4e but deux minutes suivant l'égalisation. Bien que les Stéphanois dominent majoritairement l'ensemble du reste du match, les Marseillais obtiennent la victoire par 4-3. L'amertume domine chez les supporters marseillais qui constatent que leur équipe peut jouer avec qualité mais que ces parties ont été couplées à des performances trop irrégulières pour avoir pu rivaliser dans la course au titre. Saint-Étienne montre un niveau digne de sa réputation hormis en 1re mi-temps mais est surtout vu comme une équipe passionnante à suivre puisque lors de la journée précédente le même cas de figure se présente mais avec un résultat favorable. Les Verts mènent 4-0 contre le Valenciennes FC puis se font rejoindre à 4-4 avant de l'emporter par 5-4.
L'OM descend en 2e division au terme du championnat 1958-1959, l'ASSE demeure seule parmi l'élite et les confrontations suivantes en championnat interviennent en 1966-1967. Durant ces 7 saisons, deux chassés-croisés se produisent en 1961-1962 et 1962-1963. En effet, lorsque les Stéphanois terminent 17e et relégables en D1 1961-1962, l'Olympique de Marseille se classe 4e de D2 et remonte au premier échelon. Les deux équipes font « l'ascenseur » la saison suivante puisque l'ASSE finit champion de deuxième division quand dans le même temps le club marseillais termine 20e sur 20 en D1. Durant cette période, deux rencontres de coupe les opposent lors d'un 16e de finale de Coupe de France 1959-1960 puis lors d'un 4e tour de Coupe Charles Drago 1963, tous deux remportés par l'AS Saint-Étienne.

#### Années 1970: deux clubs phares et summum de la rivalité sportive

##### Confrontations sportives
| Class.    | OM | ASSE |
| --------- | -- | ---- |
| 1966-1967 | 9  | 1    |
| 1967-1968 | 4  | 1    |
| 1968-1969 | 7  | 1    |
| 1969-1970 | 2  | 1    |
| 1970-1971 | 1  | 2    |
| 1971-1972 | 1  | 6    |
| 1972-1973 | 3  | 4    |
| 1973-1974 | 14 | 1    |
| 1974-1975 | 2  | 1    |
| 1975-1976 | 7  | 1    |

Durant les années 1970, l'opposition entre les deux clubs est régie par une rivalité médiatique et sportive.  La rivalité médiatique est symbolisée par l'affrontement entre Roger Rocher, président de l'ASSE, et Marcel Leclerc, président de l'OM. L'affaire Carnus-Bosquier, l'affaire Keita et l'affaire Bereta cristalisent la rivalité et occupent une part importante de la presse sportive durant cette période. La rivalité sportive se symbolise par les courses au titre dans les championnats de France 1969-1970, 1970-1971 et 1974-1975. De manière plus globale, dix championnats sont disputés entre 1967 et 1976 et les deux clubs y occupent une place prépondérante. L'ASSE remportent sept championnats et atteint une place de vice-champion. L'OM remportent deux championnats et atteint trois fois le podium dont deux places de vice-champion.
La période en seconde division est considérée comme l'une des plus sombres du club marseillais avec notamment la saison 1964-1965 qui voit l'OM finir 14e sur 16, disputer un match à domicile contre l'US Forbach devant 434 spectateurs et être proche du dépôt de bilan. La situation paraît à ce point compliquée que l'hypothèse de la création d'un autre club de football professionnel à Marseille est envisagée,. Puis la saison suivante, en 1965-1966, Marcel Leclerc prend les rênes du club en devenant président, et parvient à remonter l'équipe parmi l'élite en se classant 2e derrière le Stade de Reims. 
Saint-Étienne entame alors une série de 4 titres de champion de France consécutifs de 1967 à 1970 tandis que l'OM poursuit son installation durable en 1re division en finissant entre les 4e et 9e places puis en étant dauphin en 1970. 
En 1967-1968, alors que l'ASSE est déjà sacrée championne pour la 2e fois de suite, l'OM parvient à remporter le match de phase retour sur le score de 2-1 et fait ainsi partie du groupe des rares clubs à avoir réussi à battre les Verts au cours de la saison. Avec recul, cette confrontation est vue comme préfigurant les ASSE-OM de haut niveau sportif qui allaient suivre ainsi que les débuts de l'affrontement médiatique entre Marcel Leclerc et Roger Rocher, les présidents des deux clubs et figures incontournables du football français à cette époque. 
La saison suivante, Marcel Leclerc affirme publiquement que cela doit être l'année des premiers trophées ou tout au moins celle de la lutte pour le titre. Or, l'Olympique de Marseille commence mal sa saison et le match OM-ASSE du 13 octobre 1968 est vue comme un « grand coup » réalisé par l'ASSE à la suite de sa victoire 0-3 au stade Vélodrome. Les résumés d'après-match parlent d'un club marseillais qui parvient à « faire illusion » durant le premier quart d'heure de jeu puis qui « subit la domination des Verts » dans ce qui ressemble à une « humiliation » pour l'OM. Après cette défaite lors de la 7e journée, les Olympiens sont 17e et cette rencontre se place dans le cadre de ce mauvais début de championnat qui amène l'OM à se classer dernier au terme de la 11e journée. Ils s'ensuivent des résultats plus convenables qui conduisent à une 7e place finale tandis que l'AS Saint-Étienne gagne son troisième titre consécutif, ce qui constitue un record à ce moment-ci. Le club marseillais remporte de son côté la Coupe de France de football 1968-1969 face aux Girondins de Bordeaux.
Durant cette période 1967-1970 où l'AS Saint-Étienne rayonne et l'OM « reste dans l'ombre », la saison 1969-1970 est la plus représentative de cette affirmation. En tant que champion et vainqueur de la Coupe, les clubs s'affrontent lors du Challenge des champions 1969 qui voit la victoire stéphanoise sur le score de 3-2. À ceci s'ajoute l'amélioration du record de titre consécutif avec le 4e championnat remporté par l'ASSE et la place de dauphin de l'OM; édition parmi les quatre où les Verts survolent le plus facilement les autres équipes et où leur futur sacre apparaît plus que jamais comme une évidence. Enfin, les Stéphanois remportent leur double confrontations contre les Marseillais en championnat dont celle de phase aller qui est considérée comme le « match de l'année » de l'OM pour Alain Pécheral,.

« Cela fait trois ans que vous me donnez rendez-vous et chaque fois, je vous vois dans mon rétroviseur. »

— Roger Rocher, en réponse à une remarque ironique de Marcel Leclerc.
Cette confrontation OM-ASSE de phase aller de championnat se déroule le 27 août 1969 pour le compte de la 5e journée et voit accueillir l'affluence record de la saison avec 44 813 spectateurs présents au stade Vélodrome. Il s'agît du premier choc de la compétition et l'OM ouvre le score par l'intermédiaire de Charly Loubet à dix minutes du terme de la première mi-temps. La partie se joue alors dans une ambiance décrite comme « véritablement délirante » puis l'ASSE parvient à prendre l'avantage avant la pause grâce à deux buts signés Salif Keïta et Jean-Michel Larqué. Quelques instants après la reprise de la rencontre Charly Loubet égalise à 2-2 et Salif Keïta redonne l'avantage à l'AS Saint-Étienne deux minutes plus tard. Malgré le score défavorable, le public marseillais « applaudit à tout rompre » du fait que son équipe tient la dragée haute au champion sortant et que les deux équipes offrent un football de qualité. Cependant, dès les premières minutes du match, il est clairement visible que les conditions de sécurité de l'enceinte marseillaise ne sont pas remplies et que le moindre fait de jeu contestable peut entraîner des débordements. Ceci arrive à la 75e minute lorsque l'arbitre refuse l'égalisation de Jean Djorkaeff laquelle s'ensuit de longues discussions entre joueurs et officiels ainsi que l'envahissement du terrain par les supporters marseillais. La rencontre est définitivement arrêtée et le score de 2-3 est validé. Ces évènements ont pour conséquences de l'installation de barrières entre les tribunes et la pelouse dès le lendemain dans le stade Vélodrome ainsi que la création par Marcel Leclerc de l'hebdomadaire sportif But !.
- Une de But ! no 1 : « OM - St-Étienne : Bonnel était-il hors-jeu ? »[30]

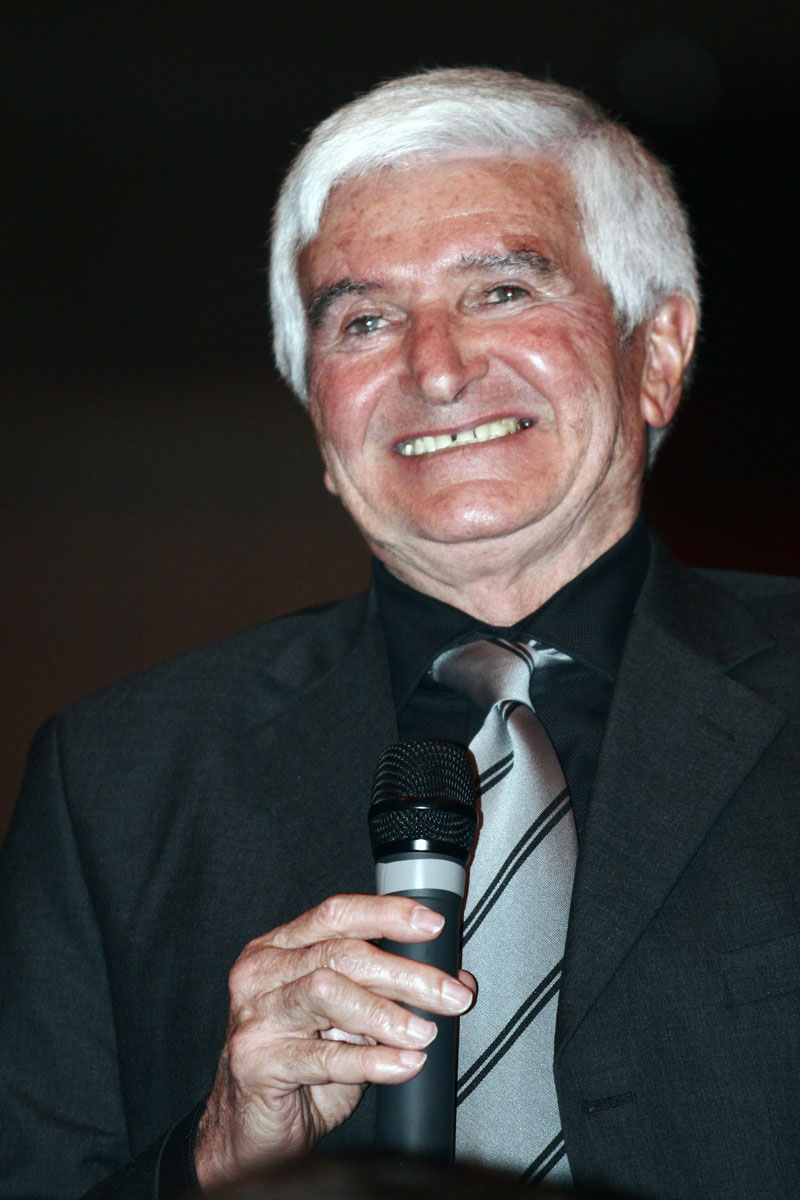
Georges Carnus.

La notion que l'Olympique de Marseille est LE rival de l'AS Saint-Étienne rentre définitivement dans les mœurs lors de l'avant saison 1970-1971 et les observateurs du football s'attendent à une lutte féroce pour le titre de champion. Cette prédiction s'avère juste puisque les deux clubs occupent les deux premières places du championnat de la 10e journée jusqu'au terme. Les équipes se retrouvent à égalité à mi-championnat mais ceci n'altère pas l'image de Saint-Étienne qui est vu comme l'équipe qui gagnera un cinquième titre consécutif. L'ASSE est leader lorsqu'elle reçoit les Girondins de Bordeaux pour le compte de la 31e manche du championnat. L'affaire Bosquier-Carnus éclate avant-match et les Stéphanois perdent la rencontre à la surprise générale. Cette affaire influe négativement sur les performances du club qui affiche un bilan de trois victoires, deux nuls et deux défaites sur les sept matchs qui restent à disputer dont les deux matchs nul contre Angers et Nancy qui sont respectivement classés 13e et 14e lorsque l'ASSE les joue. Sur cette même période, l'Olympique de Marseille gagne les sept matchs. Ainsi, l'OM se place en tête lors de la 33e journée et il est sacré champion de France à la conclusion du championnat.
Durant l'intersaison 1971-1972, l'AS Saint-Étienne perd cinq de ses joueurs cadres avec les départs de Bernard Bosquier et de Georges Carnus à l'OM, de Francis Camerini et d'Hervé Revelli à l'OGC Nice et de Vladimir Durković au FC Sion. L'affaiblissement de l'effectif stéphanois est l'une des raisons qui explique le bilan sportif décevant du club qui termine à la 6e place en championnat, soit sa plus mauvaise place sur la période 1967-1976. Dans le même temps, la politique sportive du président marseillais Marcel Leclerc depuis sa reprise en main est saluée et l'OM possède l'image de celui qui a fait tomber les Verts. Cette image de mainmise sur le football français s'accentue au terme de la saison avec le doublé Coupe-Championnat.
- Une de presse sur l'OM et l'ASSE (1966-1972) :
  - Hebdo Miroir : « Le sommet St-Étienne-Marseille »[37]
  - Miroir du football : « Rennes, trouble-fête du duel OM-St-Étienne ? »[37]
  - France Football : « St-Étienne-Marseille : deux équipes pour un titre »[38]
  - France Football : « Skoblar et Magnusson défient St-Étienne »[38]

Alors que l'OM est vu comme un potentiel triple champion de France consécutif pour la saison 1972-1973, la situation en coulisse est tendue. Les membres du comité directeur prennent note de bizarries dans les comptes du club et ils exigent la démission du président Marcel Leclerc, démission qui est acté en juillet 1972. Cette saison-ci voit le sacre du FC Nantes, Marseille termine 3e, Saint-Étienne 4e et les deux matchs entre l'OM et l'ASSE restent en mémoire. 
La première rencontre est considérée comme le « match de l'année » de l'OM pour Alain Pécheral et elle se déroule le 19 novembre 1972 au stade Vélodrome pour le compte de la 15e journée. L'attaquant malien Salif Keïta est marseillais mais il a écopé de six mois de suspension après l'affaire Keïta, surnom de son transfert tumultueux de Saint-Étienne vers Marseille, et le hasard du calendrier fait que son retour sur les terrains a lieu contre son ancien club. L'attraction Keïta y étant pour beaucoup, ce match est un véritable événement en témoigne des supporters qui sont présents dès le matin à l'entrée du stade ainsi que l'affluence record de la saison avec plus de 43 000 spectateurs. L'Olympique de Marseille ouvre le score par son attaquant malien à la 21e minute, inscrit un but signalé hors-jeu à la 25e minute puis Jacques Novi augmente l'écart à 2-0 à la 31e minute. Hervé Revelli marque un but pour l'ASSE et le score à la mi-temps est de 2-1. Le contexte sportif de la rencontre est que l'OGC Nice est leader du championnat au terme de la 14e journée avec 24 points et 11 victoires et un groupe de poursuivants tente de suivre le rythme des Niçois dont notamment l'OM qui est deuxième avec 18 points et l'AS Saint-Étienne qui est quatrième avec 17 points. Le score de la rencontre Nancy-Nice est suivi par les dirigeants et les spectateurs et le bouche à oreille fait savoir au cours du match que les Niçois perdront 3-0; ainsi, la conversation d'une victoire marseillaise contre les Stéphanois est très souhaitée. Conscient d'une probable défaite, l'ASSE fait l'essentiel du jeu durant la seconde période dans l'optique d'égaliser et le public marseillais n'est jamais vraiment rassuré jusqu'au deuxième but de Salif Keïta à six minutes du terme du match. Dès lors, l'ambiance est décrite comme une ambiance de folie et l'attaquant entâme un tour d'honneur qui se conclut par un bras d'honneur à l'attention de son ancien président Roger Rocher, geste qui lui vaudra une nouvelle suspension d'une durée de quelques matchs. À titre individuel, ce match est considéré comme celui qui a vu Salif Keïta conquérir le cœur du public marseillais en seulement 90 minutes,,.

« On se doutait bien que Salif Keita, pour ses grands débuts marseillais contre l'équipe qui fit sa gloire, marquerait cette journée quasi historique de son empreinte, mais de là à penser que le Malien, après six mois de « repos forcé », ferait à lui seul la différence, il y avait tout de même une marge que l'on se gardait bien de franchir. L'intéressé lui-même n'avait-il pas dit qu'il craignait de manquer de compétition ? »

— Extrait de presse sportive d'après-match.
Les Olympiens sont premiers du championnat et les Verts sont septièmes lors du match retour au stade Geoffroy-Guichard qui se déroule le 28 avril 1973 pour le compte de la 33e journée. Avant-match, il reste donc six journées et l'OM est considéré comme le favori pour conserver son titre, or les Marseillais perdent 2-1 contre Saint-Étienne et cette défaite signe le début d'une série de cinq matchs sans victoire qui aboutie à voir le club marseillais se classer à la 3e place finale derrière le FC Nantes et l'OGC Nice.
Le 3 mai 1975, l'OM se déplace à Saint-Étienne. La confrontation est considérée comme celle entre les deux meilleures équipes française du moment. Paulo César ouvre le score pour l'Olympique de Marseille à la dix-huitième minute puis l'ASSE marque quatre buts et remporte le match. Il s'agit aussi du retour du marseillais Georges Bereta dans son ancien club qui fait suite à un transfert tumultueux.

##### Les «affaires» entretiennent l'animosité

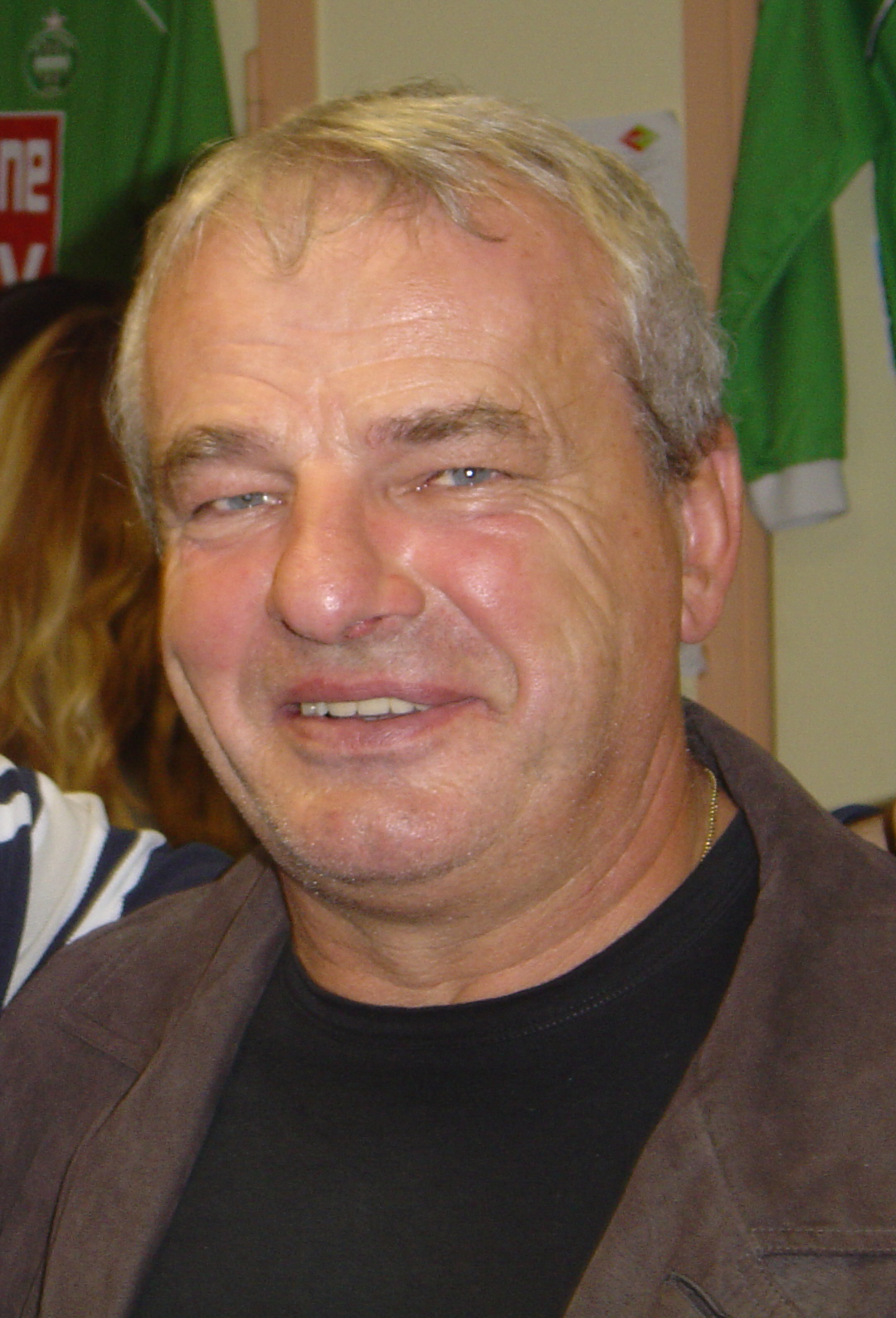
Georges Bereta.

Au sortir de la Seconde Guerre mondiale, le football professionnel français est réformé et dispose notamment du contrat à vie qui lie un joueur à son club jusqu'à ses trente-cinq ans, âge qui correspond d'une manière générale à la fin de carrière. En 1963, une contestation des joueurs menés par Just Fontaine finira par aboutir en 1969 à la mise en place des "contrats à temps" qui s'apparentent à des CDD et permettent au joueur une fois le contrat expiré de choisir de prolonger ou de quitter le club sans l'accord du président, unique décideur jusqu'alors. Lors de la saison 1972-1973, les présidents de club décident sans compromis de revenir au "contrat à vie" et cela conduit à une grève des joueurs en décembre 1972. Cette liberté de choix amène à des transferts de joueurs de Saint-Étienne vers Marseille. En fin de saison, comme Bernard Bosquier ou Salif Keita, ou en milieu de saison, comme Georges Bereta. Le grand public est réticent envers ces transferts et ces départs sont considérés, au mieux, de manière incompréhensive, ou au pire, comme des trahisons. La presse sportive entretient ces affaires en faisant les unes de ces titres.
L'affaire Carnus-Bosquier désigne les faits entourant les transferts de Georges Carnus et Bernard Bosquier de l'AS Saint-Étienne vers l'Olympique de Marseille. Les deux hommes sont considérés comme des éléments-clés de l'ASSE et la nouvelle de leur futur transfert arrive en plein championnat et défraye la chronique. Les contrats à temps des deux joueurs expirent et le président de l'OM, Marcel Leclerc les convainc de signer à Marseille pour la saison suivante. Georges Carnus ne dément pas et confie souhaiter se rapprocher de son cercle familial en venant à Marseille. Bernard Bosquier confie également être approché par des clubs en vue d'un transfert mais souhaite se consacrer à l'ASSE jusqu'au terme du championnat. La nouvelle est rendue publique quelques jours avant le match AS Saint-Étienne-Girondins de Bordeaux le 8 mai 1971. À la surprise générale, les stéphanois perdent le match sur le score de deux buts à trois et le gardien Georges Carnus subit un flot de critiques concernant les trois buts encaissés. Au-delà du transfert sportif de deux valeurs sûres de l'équipe chez le rival, cette affaire est utilisée par Roger Rocher afin de remettre en cause le nouveau "contrat à temps".

« Je souhaite garder ces deux joueurs. J’enregistre simplement la manière qui n’est pas très élégante sur le plan sportif. Que va-t-on dire si Bosquier fait une faute et si Carnus encaisse un but stupide ? Décidément, ce contrat à temps comporte beaucoup de défauts. »

— Roger Rocher, déclaration avant-match.

« Je n’accuse pas Carnus ni Bosquier, j’accuse le contrat à temps qui démobilise les joueurs avant terme. »

— Roger Rocher, déclaration après-match.

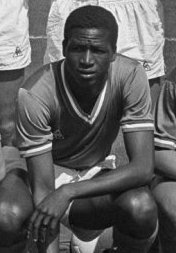
Salif Keïta.

L'affaire Keïta défraye également la chronique et désigne l'ensemble des faits entourant le transfert de Salif Keïta de l'AS Saint-Étienne vers l'Olympique de Marseille. L'affaire oppose le joueur à son président pour des questions salariales durant les mois d'avril et mai 1972. Une fois l'affaire entérinée, il signe pour Marseille. La saison 1971-1972 de l'AS Saint-Étienne n'est pas couronnée de succès sportif. Salif Keïta est considéré comme le joueur ayant tenu l'équipe à bout de bras au cours de la saison grâce à vingt-neuf buts marqués toutes compétitions confondues. Le Malien n'est pas satisfait de sa situation, notamment financière, et désire quitter le club. Il exprime son souhait à ses dirigeants le 15 avril 1972. L'OM est le principal acheteur et propose une somme d'un million de francs pour l'acquérir. Le président stéphanois Roger Rocher ressent encore de la rancœur envers l'affaire Carnus-Bosquier et ne souhaite pas commercer avec le club marseillais. Il déclare publiquement que le joueur est officiellement lié au club jusqu'en 1973 et qu'il est par définition intransférable. Cette affirmation est partiellement fausse puisque ce lien tient avec une clause libératoire de dix-mille francs, soit une somme dérisoire vis-à-vis du montant évoqué par l'OM et qui ne constitue pas un frein économique au désir de l'Olympique de Marseille. Le club marseillais effectue un chèque de dix-mille francs à Saint-Étienne, le 17 avril 1972. Roger Rocher porte l'affaire devant le Groupement, qui est la haute instance du football français pour dénoncer l'illégalité du transfert. Il avoue que le contrat du joueur malien comporte cette close libératoire qui est interdite par les règlements ; le club écope de trente mille francs d'amende et le joueur écope de six mois de suspension. Salif Keïta donne des entretiens à la presse sur son désir de porter plainte au civil puis il se rétracte au motif de se désengager le plus rapidement du club stéphanois.
Une troisième affaire oppose les deux clubs et est connue sous le nom d'affaire Bereta. Elle désigne l'ensemble des faits entourant le transfert de Georges Bereta de l'AS Saint-Étienne vers l'Olympique de Marseille. L'affaire débute par les tractations entre les deux présidents de club en novembre 1974 et se termine le 6 janvier 1975 lors de l'officialisation du transfert. 

« Je suis devenu le premier joueur français transféré au mercato. »

— Georges Bereta
Fin novembre, le président de l'OM, Fernand Méric et le président stéphanois, Roger Rocher, trouvent un accord pour le transfert du joueur sans consulter Georges Bereta. Il s'ensuit dès lors un feuilleton entretenu par la presse sur l'avenir du joueur. Georges Bereta souhaite avant tout rester à Saint-Étienne mais son président accepte sans hésitation la somme de 500 000 francs proposée par l'OM pour le transfert du fait que le club stéphanois connait des troubles financiers. Début janvier 1975, le joueur est officiellement marseillais. Georges Bereta a ressenti de l'amertume et de l'incompréhension vis-à-vis de ses dirigeants. Il est, durant cette période, la star du club ainsi que le capitaine de l'équipe et ne comprend pas que son entraineur, Robert Herbin ne lui apporte aucun soutien et donne le feu vert sportif au président en lui confiant qu'il a dans son effectif des joueurs capables de remplacer Georges Bereta en cas de départ.

##### Skoblar - Keïta, duel de meilleur buteur
Marseille et Saint-Étienne possèdent également à cette époque deux buteurs renommés : l'attaquant de l'OM Josip Skoblar et le stéphanois Salif Keïta, qui se livrent à une course au titre de meilleur buteur du championnat lors des saisons 1970-1971 et 1971-1972. La première saison voit Josip Skoblar marquer 44 buts et Salif Keïta 42 buts. Les deux hommes occupent les deux premières places du classement des buteurs et le Yougoslave détrône le record de 36 buts établi par le nantais Philippe Gondet lors de la saison 1965-1966,. Josip Skoblar obtient également la récompense individuelle de Soulier d'or 1971 et Salif Keïta se classe second meilleur buteur d'un club européen au terme de la saison. Le joueur grec du Paniónios d'Athènes, Yórgos Dédes, termine troisième avec 28 buts. Certains points de ce duel sont notables comme le fait qu'il s'agit de l'unique saison où deux joueurs passent le cap des 40 buts ou le fait qu'à peine plus d'une dizaine de joueurs dans l'Histoire ont passé ce cap depuis l'instauration de cette récompense. La saison suivante, Josip Skoblar devance de nouveau le joueur stéphanois avec 30 réalisations contre 29, et termine meilleur buteur du championnat de France pour la deuxième année consécutive. Les deux joueurs n'apparaissent pas sur le podium du soulier d'or 1972. La distinction  est remportée par l'allemand Gerd Müller qui inscrit 40 buts en championnat d'Allemagne avec le Bayern Munich.

#### Depuis les années 1980: vers une rivalité de notoriété

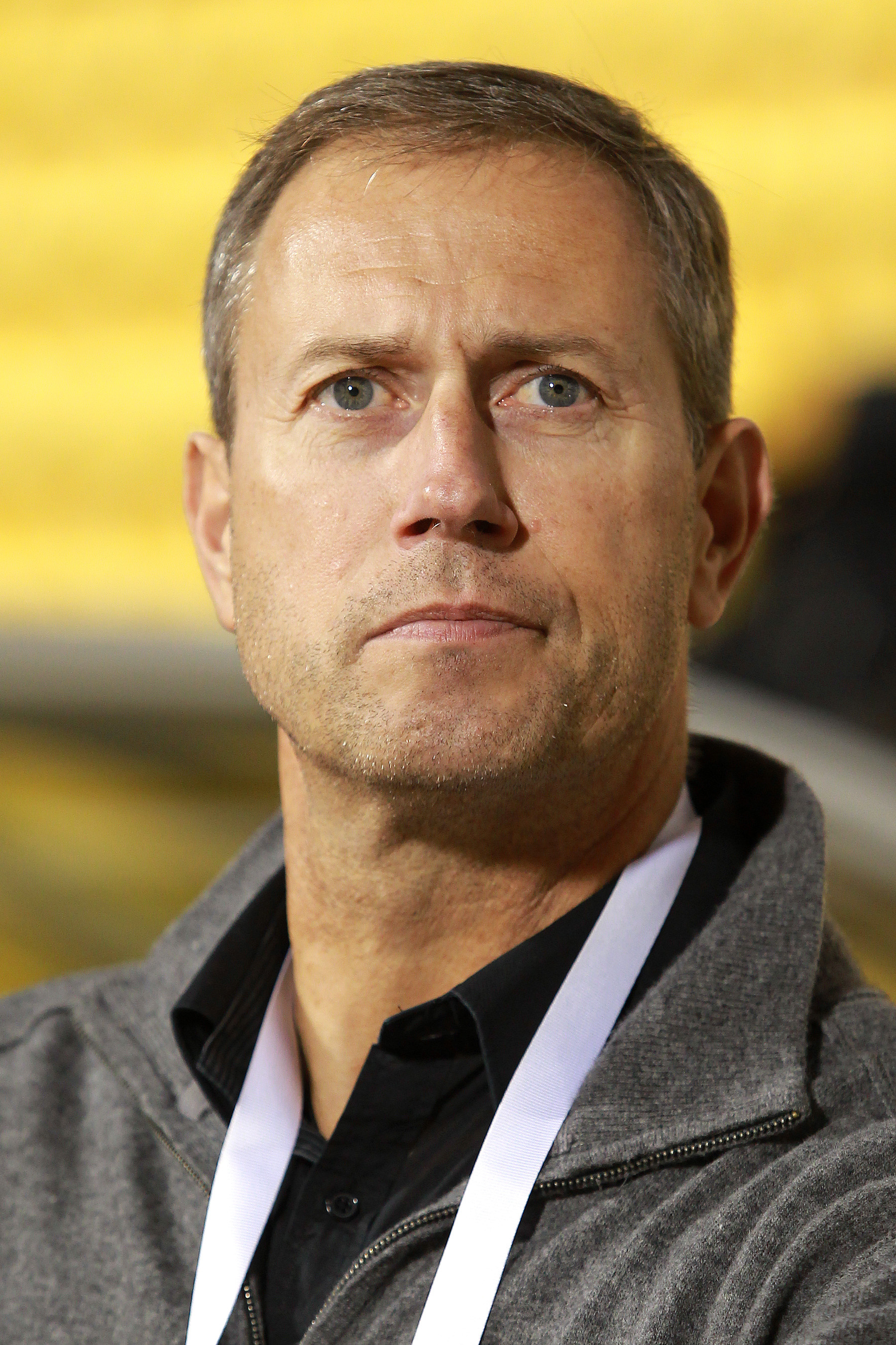
Alain Perrin entraîne les deux clubs au cours des années 2000.

La décennie 1980 débute ainsi par la descente de l'Olympique de Marseille en deuxième division 1980-1981 et le club y reste jusqu'en 1983-1984. Alors qu'il se classe 1er du groupe A et gagne le droit de remonter parmi l'élite, un chassé-croisé se produit puisque l'AS Saint-Étienne termine 18e de première division et descend en D2. Les Verts remontent au terme de la saison 1985-1986 et six saisons s'écoulent sans confrontations,. 
Depuis cette date, les rencontres des 1990 et 2000 sont régies d'une manière générale par une rivalité de notoriété et de prestige, à défaut d'avoir une rivalité sportive comme lors des années 1970. La baisse de l'enjeu sportif est surtout lié aux performances des Verts qui ne parviennent pas à jouer les premiers rôles. Par exemple, sur les vingt-six saisons entre 1986-1987 et 2011-2012, l'ASSE en joue six en D2 et elle ne termine que six fois dans le top 10 sur les vingt saisons jouées en D1,. Dans le même temps, l'OM est sacré cinq fois champion et six fois vice-champion. Les ressorts de notoriété et de prestige qui se dégagent sont par exemple que cette rencontre est l'opposition entre les deux clubs les plus souvent champion de France, deux des clubs les plus titrés au niveau national ou deux des quatre uniques clubs français à avoir atteint une finale de Ligue des champions avec le Stade de Reims et (l'AS Monaco).
Le 19 octobre 1991, le joueur marseillais Jean-Pierre Papin est hospitalisé après avoir reçu une cannette de bière sur la nuque à son arrivée au stade Geoffroy-Guichard. Le match se joue et voit la victoire de l'ASSE par 1-0 avant d'être finalement rejoué le 29 janvier 1992 (match nul 1-1 avec un but de Papin pour l'OM).
En 1995, Marseille, relégué après l'affaire VA-OM, termine premier de seconde division alors que les Verts finissent relégables en D1. Les Olympiens sont interdits de remontée en première division ce qui permet à l'ASSE de garder sa place parmi l'élite. 
Le 12 décembre 1999, l'AS Saint-Étienne reçoit l'OM pour le compte de la 19e journée du championnat 1999-2000. Avant-match, des échauffourées se produisent entre les supporters des deux camps et se soldent sur un bilan de sept blessés malgré un important dispositif policier déployé pour l'occasion. Le club marseillais se présente avec de mauvais résultats sportifs ainsi qu'avec le remplacement de l'entraineur Rolland Courbis par Bernard Casoni à la suite de la défaite 3-0 à Rotterdam contre le Feyenoord en Ligue des champions. À l'inverse, l'ASSE bénéficie d'une dynamique positive en occupant la 9e place du championnat alors que le club est promu de deuxième division. Saint-Étienne inscrit trois buts lors des vingt premières minutes de jeu et les supporters marseillais envoient des projectiles divers sur les spectateurs ainsi que des sièges sur la pelouse. L'arbitre Pascal Garibian interrompt la rencontre durant neuf minutes puis le match reprend. Le score est de 4-0 à la mi-temps, les supporters de l'OM quittent leurs emplacements et n’assistent pas à la seconde période. L'attaquant brésilien de l'AS Saint-Étienne Alex porte le score à 5-0 à l'heure de jeu et signe un quadruplé. Le score final est de 5-1. 
Le 6 mars 2005, la région de Saint-Étienne est fortement enneigé. À 21 heures, heure prévue du début de la rencontre, la neige est toujours sur le terrain mais l'arbitre Pascal Garibian décide de la tenue du match, ayant juste demandé de faire dégager les lignes. La rencontre débute avec 15 minutes de retard, le match se joue sur 3 ou 4 centimètres de neige et l'ASSE l'emporte 2-0. Outre les conditions météorologiques, la confrontation reste en mémoire de manière moqueuse du fait que le joueur de l'OM, Kōji Nakata, effectue un mouvement dans le vide avec sa jambe afin de faire une passe à un coéquipier alors que le ballon est un mètre derrière lui,. 
Le 19 mai 2007, l'OM obtient sa qualification pour la Ligue des champions 2007-2008 sur la pelouse de Geoffroy-Guichard à l'occasion de l'avant-dernière journée du championnat 2006-2007. Le score est de 1-1, le marseillais Mathieu Valbuena inscrit un second but à la 86e minute et le score reste inchangé. Cette victoire assure la deuxième place au classement même en cas de défaite lors de la dernière journée et assure également une participation à la compétition européenne sans tour préliminaire préalable. La place de vice-champion est également la meilleure performance acquise par le club depuis la saison 1998-1999.
Le 17 septembre 2020, à l'occasion de la 1re journée du championnat 2020-2021, l'ASSE s'impose au stade Vélodrome sur le score de 2-0, mettant ainsi fin à une disette de 41 ans sans victoire à Marseille ; la dernière victoire dans la cité phocéenne datait en effet du 10 août 1979 (sur le score de 5-3, grâce aux buts de Platini, Rep, Rocheteau ainsi qu'un doublé de Zimako). Le match devait initialement avoir lieu le 21 août mais a été reporté au mois suivant en raison de quatre cas positifs de coronavirus au sein de l'effectif marseillais .

### Finales et courses-au-titre
Le tableau suivant liste les palmarès respectifs des deux clubs dans les principales compétitions officielles.
| Équipe | Championnat                                                  | Championnat         | Coupes nationales                                            | Coupes nationales  | Coupes nationales                                            | Coupes nationales        | Coupes nationales   | Coupes européennes                                                          | Coupes européennes                                    | Coupes européennes                                         | Coupes européennes                             |
| Équipe | Champion de France (Ligue 1)                                 | Champion de Ligue 2 | Coupe de France                                              | Coupe de la Ligue  | Trophée des champions (anciennement Challenge des champions) | Coupe Gambardella        | Coupe Charles Drago | Ligue des champions (anciennement Coupe des clubs champions européens) (C1) | Coupe des coupes (C2)                                 | Ligue Europa (anciennement Coupe UEFA) (C3)                | Coupe Intertoto (C4)                           |
| ------ | ------------------------------------------------------------ | ------------------- | ------------------------------------------------------------ | ------------------ | ------------------------------------------------------------ | ------------------------ | ------------------- | --------------------------------------------------------------------------- | ----------------------------------------------------- | ---------------------------------------------------------- | ---------------------------------------------- |
| OM     | 9                                                            | 1                   | 10                                                           | 3                  | 3                                                            | 1                        | 1                   | 1                                                                           | 0                                                     | 0                                                          | 1                                              |
| OM     | 1937, 1948, 1971, 1972, 1989, 1990, 1991, 1992 et 2010       | 1995                | 1924, 1926, 1927, 1935, 1938, 1943, 1969, 1972, 1976 et 1989 | 2010, 2011 et 2012 | 1971, 2010 et 2011                                           | 1979                     | 1957                | 1993                                                                        | Meilleure performance : demi-finaliste en 1988        | Meilleure performance : finaliste en 1999, 2004 et 2018    | 2005                                           |
| ASSE   | 10                                                           | 3                   | 6                                                            | 1                  | 5                                                            | 4                        | 2                   | 0                                                                           | 0                                                     | 0                                                          | 0                                              |
| ASSE   | 1957, 1964, 1967, 1968, 1969, 1970, 1974, 1975, 1976 et 1981 | 1963, 1999 et 2004  | 1962, 1968, 1970, 1974, 1975 et 1977                         | 2013               | 1957, 1962, 1967, 1968 et 1969                               | 1963, 1970, 1998 et 2019 | 1955 et 1958        | Meilleure performance : finaliste en 1976                                   | Meilleure performance : huitième de finaliste en 1963 | Meilleure performance : quart de finaliste en 1980 et 1981 | Meilleure performance : troisième tour en 2005 |

Parmi ces titres, certains sont acquis contre le rival. Soit en confrontation directe lors d'une finale, soit en confrontation indirecte en championnat lorsque l'un est champion et l'autre vice-champion. L'unique finale opposant les deux clubs est le Challenge des champions 1969 où l'ASSE remportent le match sur le score de 3-2. Les championnats 1969-1970, 1970-1971 et 1974-1975 voient l'ASSE et l'OM finir sur les deux premières marches du podium.
La rencontre du Challenge des champions, qui oppose le champion de France et le gagnant de la Coupe de France, se tient le 23 juillet 1969 au Parc des Princes à Paris devant 6 416 spectateurs. Les Stéphanois sont qualifiés en tant que champions de France 1968-1969 et les Marseillais en tant que détenteurs de la Coupe de France de football 1968-1969. L'AS Saint-Étienne ouvre le score à la treizième minute de jeu par l'intermédiaire d'un but contre son camp du marseillais Jules Zvunka. Le score reste inchangé jusqu'à la mi-temps. Hervé Revelli inscrit le deuxième but de l'ASSE à la cinquante-quatrième minute puis Roger Magnusson et Didier Couécou marquent pour l'OM et permettent un score de parité à la soixante et onzième minute. Saint-Étienne remporte le trophée grâce à Jean-Michel Larqué, buteur à la quatre-vingt quatrième minute, qui clôt la rencontre sur un score de 3-2.  
L'AS Saint-Étienne remporte deux championnats avec l'Olympique de Marseille comme vice-champion lors des éditions 1969-1970 et 1974-1975. L'édition 1969-1970 voit le club stéphanois glâner le titre avec cinquante-six points en trente-quatre journées et la victoire à deux points. L'OM termine vice-champion avec onze points de retard. En 1974-1975, l'ASSE finit champion de France avec cinquante-huit points en trente-huit matchs, la victoire à deux points et un système de bonus de point appliqué parallèlement. L'OM est vice-champion avec quarante-neuf points.
L'unique titre remporté par l'Olympique de Marseille aux dépens de son adversaire est le sacre de champion de France lors de l'édition 1970-1971 avec cinquante-cinq points en trente-huit journées et la victoire à deux points. L'ASSE termine vice-champion et compte cinquante et un points.

### Historiques des confrontations

#### Oppositions officielles
Au 15 février 2025, cent vingt-cinq matchs officiels ont mis aux prises les deux équipes. Ces cent vingt-cinq duels sont composés de cent seize rencontres en championnat, quatre rencontres en Coupe de la Ligue, trois rencontres en Coupe de France, une rencontre en Coupe Charles Drago et une rencontre dans le Challenge des champions.
L'AS Saint-Étienne dispute l'intégralité de ces matchs en tant que pensionnaire de première division, hormis le quart de finale de Coupe de la Ligue 2002-2003 où le club stéphanois évolue en deuxième division. L'Olympique de Marseille également, hormis lors du seizième de finale de Coupe de France 1959-1960 et du huitième de finale de Coupe de la Ligue 1995-1996 où le club marseillais est pensionnaire de deuxième division. L'ensemble des confrontations se jouent au stade Geoffroy-Guichard de Saint-Étienne et au stade Vélodrome de Marseille sauf le seizième de finale de Coupe de France 1959-1960 qui se déroule au stade du Ray de Nice et le Challenge des champions 1969 qui se joue au Parc des Princes de Paris.
L'Olympique de Marseille gagne la 100e confrontation toutes compétitions confondues par un score de 2-1, au stade Vélodrome, le 19 février 2011. L'OM mène deux à zéro par l'intermédiaire de Lucho González et Loïc Rémy puis Christophe Landrin réduit l'écart dans les arrêts de jeu de la seconde période. Le 100e match en championnat entre les deux équipes s'est soldé lui par un match nul, sur le score de 2-2, le 22 février 2015 au stade Geoffroy-Guichard. Les Verts inscrivent le premier but de la rencontre grâce à Max-Alain Gradel, avant que le Phocéen Michy Batshuayi ne marque un doublé ; finalement, Mevlüt Erding permettra aux Stéphanois de revenir au score dans le temps additionnel.
La saison 2011-2012 est la première et unique saison où les deux confrontations de championnat débouchent sur un score vierge.

#### Oppositions non officielles
Les deux équipes se sont rencontrées treize fois lors de rencontres non officielles. Dix rencontres se sont disputées durant les championnats de guerre entre le 3 décembre 1939 et le 15 avril 1945 et trois rencontres amicales se sont jouées durant les années 2000 et années 2010.
Une rencontre amicale prévue entre les deux clubs le 25 juillet 2012 n'a finalement pas eu lieu. Cela s'explique par le fait que l'AS Saint-Étienne était sous contrat avec la chaîne de télévision beIN Sports pour retransmettre sa série de matchs amicaux durant la période estivale tandis que l'OM était lié à Canal+. Les deux chaînes n'ayant su se mettre d'accord pour la diffusion, la décision d'annuler est prise le 11 juillet 2012 et il s'agît à ce moment-ci d'un cas sans précédent.

### Statistiques

#### Bilan des confrontations

##### Bilan général
Au 15 février 2025
|                         | Matchs | Victoires de l'OM | Matchs nuls | Victoires de l'ASSE | Buts pour OM | Buts pour ASSE |
| ----------------------- | ------ | ----------------- | ----------- | ------------------- | ------------ | -------------- |
| Championnat de France   | 116    | 53                | 22          | 41                  | 194          | 169            |
| Coupe de France         | 3      | 1                 | 0           | 2                   | 7            | 5              |
| Coupe de la Ligue       | 4      | 3                 | 0           | 1                   | 8            | 6              |
| Coupe Drago             | 1      | 0                 | 0           | 1                   | 2            | 4              |
| Challenge des champions | 1      | 0                 | 0           | 1                   | 2            | 3              |
| Total                   | 125    | 57                | 22          | 46                  | 213          | 187            |

##### Bilan des matchs à Marseille
Au 15 février 2025
|                       | Matchs | Victoires de l'OM | Matchs nuls | Victoires de l'ASSE | Buts pour OM | Buts pour ASSE |
| --------------------- | ------ | ----------------- | ----------- | ------------------- | ------------ | -------------- |
| Championnat de France | 58     | 42                | 7           | 9                   | 134          | 67             |

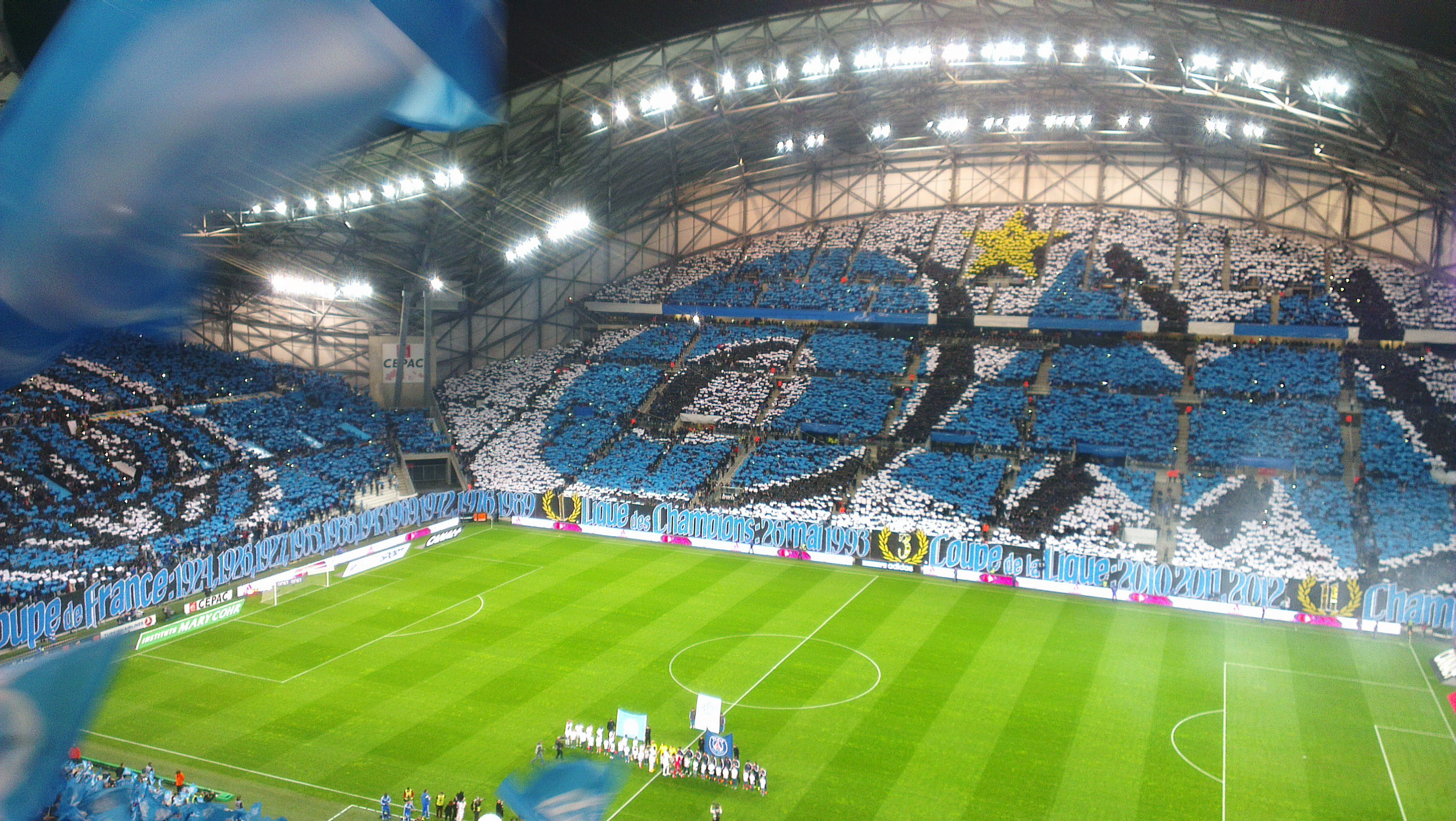
Le stade Vélodrome à Marseille, en 2015.

L'Olympique de Marseille présente un bilan de quarante-deux victoires, sept matchs nuls et neuf défaites en cinquante-sept confrontations à domicile en championnat de France.
L'OM reste invaincu entre le 24 septembre 1986 et le 17 septembre 2020 (série de vingt-trois victoires et quatre matchs nuls). Le club y réalise sa plus longue série de victoires consécutives à domicile avec huit victoires de rang. Cinq des huit victoires de l'ASSE se font en l'espace de sept confrontations, du championnat de France 1968-1969 au championnat de France 1974-1975.
Le 17 septembre 2020, l'ASSE gagne enfin au Vélodrome (victoire 0-2) après 41 ans de disette (la dernière victoire remontait en effet au 10 août 1979).
À domicile, le club marseillais obtient sa plus large victoire sur un score de sept buts à zéro lors de la 25e journée du Championnat de France 1950-1951. Saint-Étienne remporte son plus large succès à l'occasion de la 5e journée du Championnat de France 1951-1952 grâce à un résultat de trois buts à dix.

##### Bilan des matchs à Saint-Étienne
Au 15 février 2025
|                       | Matchs | Victoires de l'ASSE | Matchs nuls | Victoires de l'OM | Buts pour ASSE | Buts pour OM |
| --------------------- | ------ | ------------------- | ----------- | ----------------- | -------------- | ------------ |
| Championnat de France | 58     | 32                  | 15          | 11                | 99             | 59           |

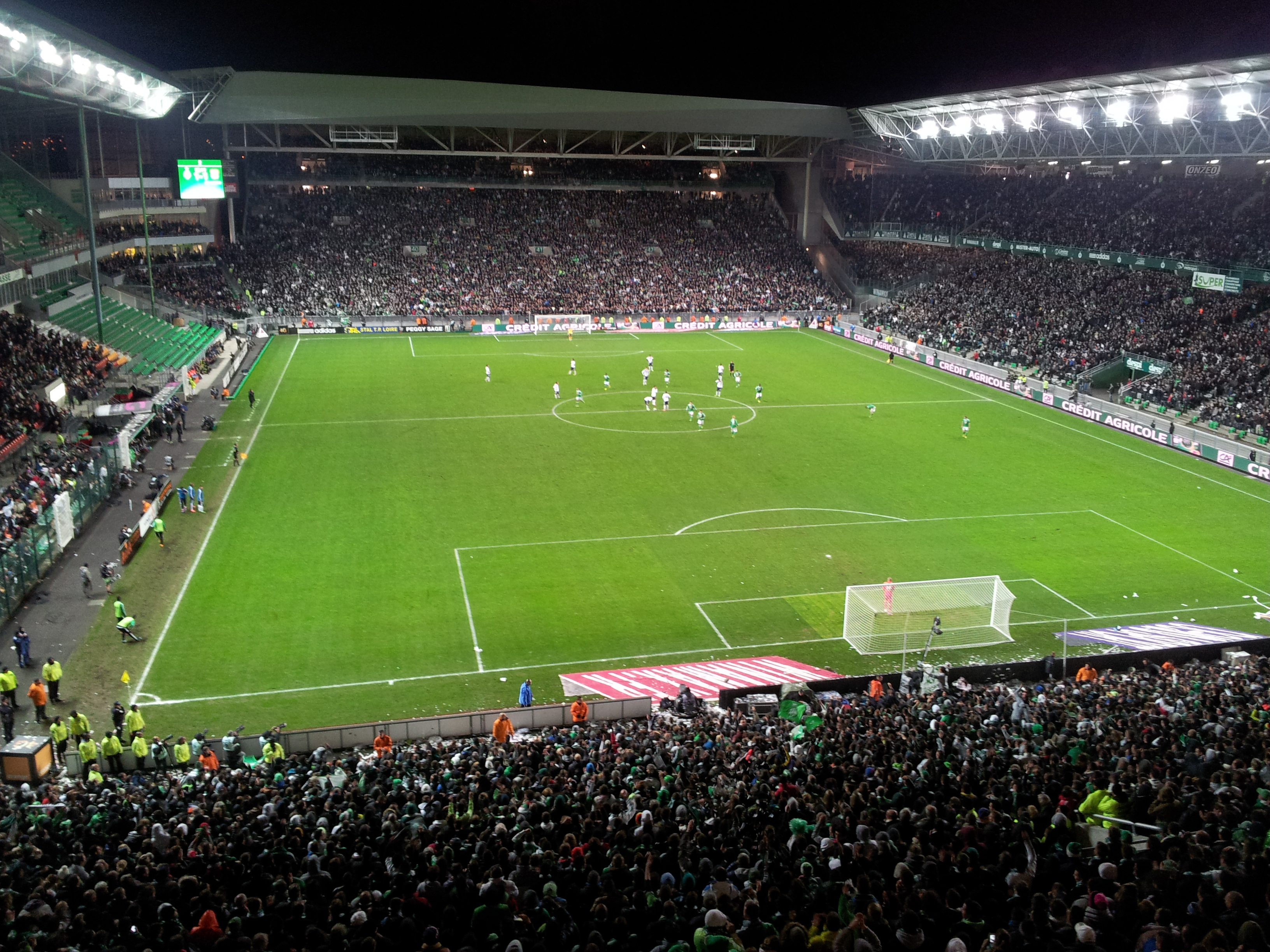
Le stade Geoffroy-Guichard à Saint-Étienne, en 2013.

L'AS Saint-Étienne présente un bilan de trente-deux victoires, quinze matchs nuls et dix défaites en cinquante-sept confrontations à domicile en championnat de France.
L'ASSE réalise vingt-quatre de ses trente-deux victoires lors des confrontations disputées entre le Championnat de France 1938-1939 et le Championnat de France 1979-1980. Durant cette période, le club stéphanois signe une série de quinze victoires consécutives entre le 27 septembre 1958 et le 16 décembre 1979. 
Treize des vingt-quatre résultats où l'Olympique de Marseille ne perd pas se tiennent en deux périodes. La rencontre ASSE-OM jouée pour le compte de la 29e journée du Championnat de France 1986-1987 voit l'OM l'emporter sur un score de 0-1 et entamer une série de huit matchs consécutifs sans défaite au stade Geoffroy-Guichard. La seconde période commence le 5 avril 2009 et se termine le 18 mai 2013.
À domicile, Saint-Étienne remporte son plus large succès à l'occasion de la 21e journée du Championnat de France 1976-1977 grâce à un résultat de quatre buts à zéro. Le club marseillais obtient sa plus large victoire sur un score de 0-3 lors de la 30e journée du Championnat de France 2008-2009.

#### Séries d'invincibilité
L'Olympique de Marseille établit la plus longue série d'invincibilité toutes compétitions confondues, avec quatorze matchs sans défaites entre le 24 septembre 1986 et le 3 avril 1993. La deuxième plus longue série d'invincibilité est également marseillaise et elle comporte onze matchs sans défaites entre mars 2008 et décembre 2012. L'ASSE plafonne à neuf matchs sans défaites entre 1968 et 1972.
L'AS Saint-Étienne établit les deux plus longues série de victoires consécutives avec six et cinq victoires de rang. La série de six victoires est réalisée d'octobre 1968 à août 1970, dans laquelle figure le match du Challenge des champions 1969 et qui se conclut par la série de neuf rencontres sans défaites. La série de cinq victoires consécutives intervient d'avril 1973 à mai 1975. Le record du club marseillais est de quatre victoires de rang, établit entre septembre 1986 et février 1988.
| Club                   | Du                            | Au                           | Série                |
| ---------------------- | ----------------------------- | ---------------------------- | -------------------- |
| Olympique de Marseille | 14 septembre 1952 ASSE 2-2 OM | 9 septembre 1954 OM 4-0 ASSE | 5 matchs (3V - 2N)   |
| AS Saint-Étienne       | 13 octobre 1968 OM 0-3 ASSE   | 1er avril 1972 ASSE 2-1 OM   | 9 matchs (8V - 1N)   |
| AS Saint-Étienne       | 28 avril 1973 ASSE 2-1 OM     | 3 mai 1975 ASSE 4-1 OM       | 5 matchs (5V)        |
| Olympique de Marseille | 24 septembre 1986 OM 1-0 ASSE | 3 avril 1993 ASSE 0-2 OM     | 14 matchs (10V - 4N) |
| Olympique de Marseille | 9 mars 2008 OM 2-0 ASSE       | 23 décembre 2012 OM 1-0 ASSE | 11 matchs (7V - 4N)  |
| Olympique de Marseille | 24 septembre 2013 OM 2-1 ASSE | 10 février 2018 ASSE 2-2 OM  | 10 matchs (5V - 5N)  |

Lors de la rencontre du 23 octobre 2005, la presse met en relief le fait que l'Olympique de Marseille n'a plus gagné à Saint-Étienne en championnat depuis 1993. Cette statistique prend de la valeur car précédemment dans la saison, le club marseillais met fin à d'autres séries de matchs sans victoire contre l'OGC Nice, le FC Sochaux et le Paris SG. La série de l'OM prend fin avec la victoire du 19 mai 2007.

### D'un club à l'autre

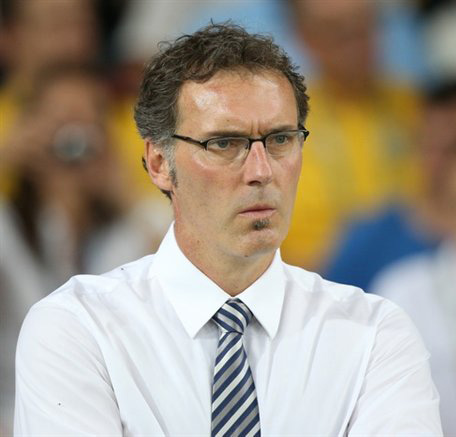
Laurent Blanc.

Au terme du marché des transferts d'été 2024-2025, quarante-deux joueurs ont porté les couleurs des deux clubs au cours de leur carrière. La liste se compose de : Max Charbit, Albert Tricon, Pierre Bini, Henri Braizat, Bernard Lefèvre, Jean-Claude Baulu, Georges Carnus, Bernard Bosquier, Salif Keita, Marc Ropero, Gérard Migeon, Georges Bereta, Raúl Noguès, Didier Gilles, Jean-Louis Zanon, Joseph-Antoine Bell, Olivier Roussey, Bernard Genghini, Thierry Laurey, Jean Castaneda, Laurent Fournier, Bernard Pardo, Jean-Christophe Thomas, Jérôme Alonzo, François Lemasson, Laurent Blanc, Titi Camara, Tchiressoua Guel, Jean-Pierre Cyprien, Sébastien Perez, Cyrille Pouget, Zoumana Camara, Lamine Sakho, Piotr Świerczewski, Laurent Batlles, Matt Moussilou, Brandão, Dimitri Payet, Bafétimbi Gomis, Rémy Cabella, Jordan Veretout et Pierre-Emerick Aubameyang.
Jean-Philippe Primard et Lamine Diatta évoluent dans les équipes réserves de l'Olympique de Marseille puis dans l'équipe première de l'AS Saint-Étienne.
Albert Batteux, Alain Perrin, Élie Baup et Jean-Louis Gasset entraînent les deux clubs. Rudi Garcia est préparateur physique, entraîneur adjoint puis entraîneur des Verts avant d'être l'entraîneur principal des Phocéens. Ghislain Printant est entraîneur adjoint puis entraîneur principal chez les Stéphanois avant d'être entraîneur adjoint chez les Marseillais. Jean Djorkaeff et Christophe Galtier jouent à l'OM avant de devenir entraîneurs de l'ASSE. Laurent Henric, Roger Rolhion et Lucien Leduc jouent à Saint-Étienne puis occupent la fonction d'entraîneur à Marseille (Henric est l'entraîneur de l'équipe fédérale Marseille-Provence).

### Oppositions hors équipes premières
Les deux clubs ne s'affrontent pas uniquement par le biais de leurs équipes premières. Leurs équipes réserves ou leur équipes jeunes sont amenées à pouvoir se rencontrer.
De par leur situation géographique, les villes de Marseille et de Saint-Étienne sont footballistiquement considérées comme faisant partie des zones sud / sud-est. Les équipes réserves professionnelles peuvent donc structurellement se rencontrer lorsqu'elles sont dans la même division hiérarchique, à savoir le championnat de France amateur de football (CFA, 4e division). Les saisons de CFA 2001-2002 (groupe B) ou 2002-2003 (groupe C) en sont des exemples. Pour autant, le découpage géographique et la composition des groupes qui en découle fluctuent au cours des saisons. Ainsi, par exemple, en CFA 2003-2004 l'équipe réserve de l'AS Saint-Étienne est placée dans le groupe B et l'équipe réserve de l'OM dans le groupe C. La 5e division (CFA2) étant composée de huit groupes au lieu de quatre en CFA, l'hypothèse d'une rencontre le cas échéant est réduite. Par exemple, lors de la saison 2009-2010 de CFA 2 l'équipe stéphanoise se centre sur une zone autour des régions Rhône-Alpes et Auvergne (groupe D) et l'équipe marseillaise sur une zone Corse et PACA (groupe E). Le cas échéant, les équipes réserves ne peuvent structurellement plus se rencontrer à partir de la 6e division et aux échelons inférieurs puisqu'ils sont organisés par les ligues régionales. L'ASSE est affiliée à la ligue Rhône-Alpes et l'OM à la ligue de la Méditerranée.
Les deux clubs se rencontrent également par le biais des équipes jeunes et la saison 2011-2012 en est un exemple au cours de laquelle des ASSE-OM ont lieu en championnat national U19 (groupe D) ainsi qu'en championnat national U17 (groupe D).